# Photovoltaikanlage Bürstadt

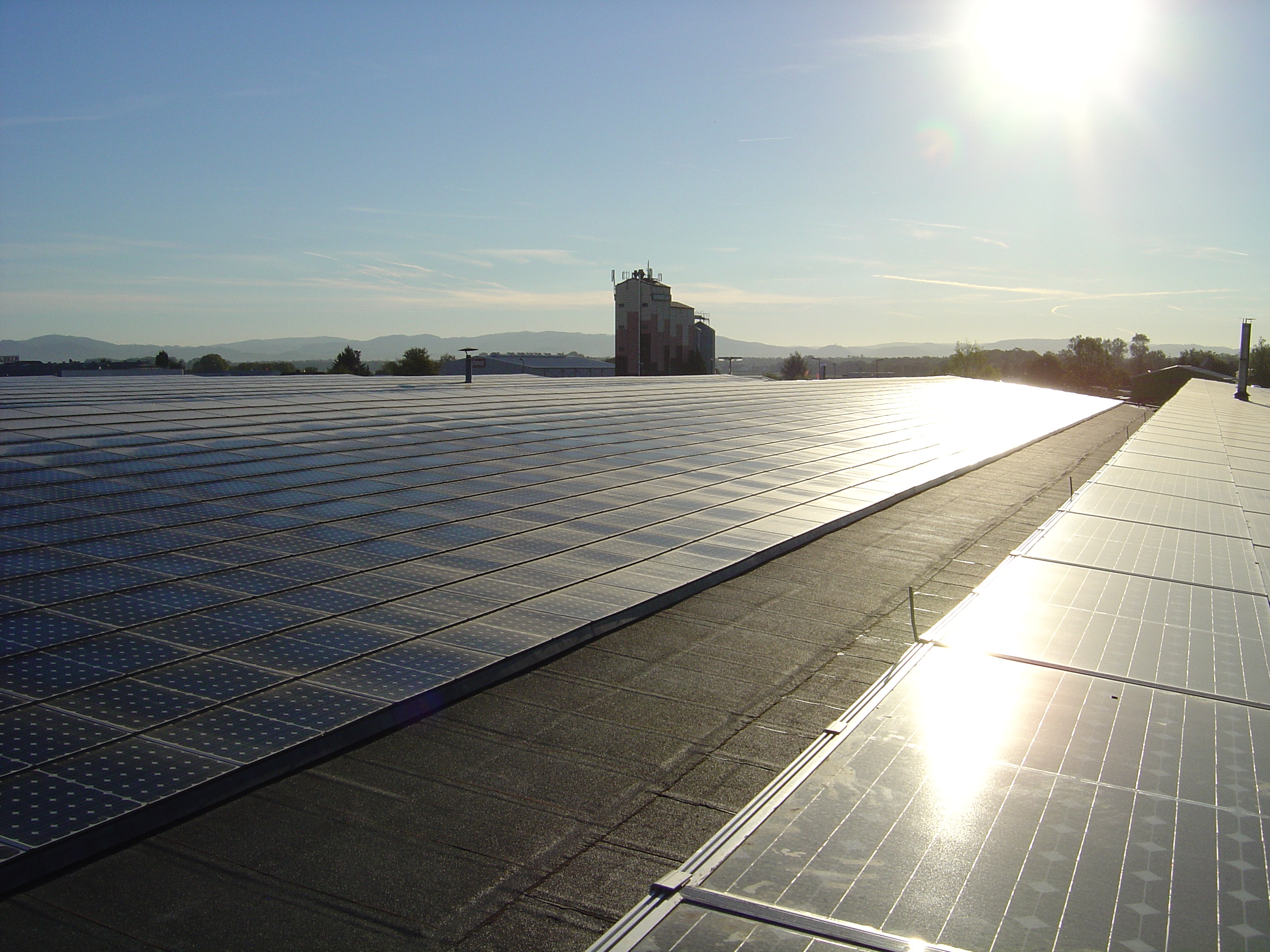
Blick über die weltgrößte Dachphotovoltaikanlage (5 MW) auf dem Dach der Fiege-Spedition (ehemals TTS)

Die zum Zeitpunkt ihrer Errichtung größte Photovoltaik-Dachflächenanlage der Welt wurde 2005 auf dem Gebäude eines Logistikunternehmens in Bürstadt (Hessen) in Betrieb genommen. Die Photovoltaikanlage wird von der Projektgemeinschaft Sonnenfleck-TTS-Bürstadt betrieben, hat eine Nennleistung von 5 MWp.

## Technik und Leistung
Die Anlage umfasst eine Fläche von 45.000 m². Das entspricht etwa der Größe von acht Fußballfeldern. Für den Bau wurden Photovoltaikmodule der Firma BP Solar ausgewählt. Sie verfügen über eine mikroskopisch kleine Pyramidenstruktur der Oberfläche, was die Absorption von diffusem Sonnenlicht verbessern soll.
Sie kann etwa 4,5 GWh elektrische Energie pro Jahr erzeugen. Diese Jahresmenge entspricht der Menge an Energie, die das nahegelegene Kernkraftwerk Biblis in ca. 2 Stunden erzeugte. Das wiederum entspricht dem Verbrauch von etwa 1.200 Privathaushalten und damit einem Anteil von 9 Prozent des Stromverbrauchs der Stadt Bürstadt (15.000 Einwohner). Die Leistung wird über insgesamt drei Wechselrichter in das öffentliche Stromnetz eingespeist.

## Geschichte und Standort
Die Suche nach einem geeigneten Standort für eine leistungsfähige Photovoltaikanlage wurde von Beginn an durch die Kommune Bürstadt unterstützt. Nach ausführlicher Prüfung stellten sich die Gebäude des Logistikunternehmens TTS mit ihren großflächigen Sheddächern als optimaler Standort heraus. Am 2. April 2003 wurde der Gestattungsvertrag unterzeichnet. Die Projektgemeinschaft Sonnenfleck-tts-Bürstadt begann mit dem Bau der Anlage. Das Investitionsvolumen von 23 Mio. Euro wurde bei insgesamt 10 Banken akquiriert. Die Anlage wurde in vier Bauabschnitten innerhalb von 20 Monaten erstellt.

## Brandvorfall
Am Sonntag, dem 28. Juni 2009, gerieten Teile der Anlage in Brand. Als Ursache wurden Produktionsfehler der von dem Unternehmen BP Solar hergestellten Solarmodule angegeben. Zerstört wurden allerdings nur etwa 80 m² der Photovoltaik-Anlage auf dem rund 50.000 m² großen Firmendach. Das Gebäude selbst wurde nur gering beschädigt.
Im Dezember 2009 gaben BP Solar und die Tauber-Solar Management GmbH die Unterzeichnung einer gemeinsamen Vereinbarung bekannt. Diese beinhaltet den Wiederaufbau aller vier Bauabschnitte der „Sonnenfleck“-Solaranlage sowie Änderungen des Anlagendesigns und der Installation. Die Anlage wurde inzwischen demontiert, die Solarelemente wurden einzeln überprüft und wieder aufgebaut.

## Bedeutung
Über die Produktion von Solarstrom hinaus besaß die Anlage einen hohen Signalcharakter für die wirtschaftliche Nutzung der Photovoltaik. Sie verdeutlichte, dass leistungsfähige Groß-Solaranlagen ohne zusätzlichen Landschaftsverbrauch errichtet und auch an mitteleuropäischen Standorten ökonomisch sinnvoll betrieben werden können.